# 欧内斯特·劳伦斯
欧内斯特·奥兰多·劳伦斯（英語：Ernest Orlando Lawrence，1901年8月8日—1958年8月27日），又译恩奈斯特·勞倫斯，美国物理学家、加州大学伯克利分校物理学教授。劳伦斯于1930年代初在伯克利发明了回旋加速器，因此获得1939年诺贝尔物理学奖。
劳伦斯于1931年创立了加州大学放射实验室，该实验室后来更名为劳伦斯伯克利国家实验室，并由此开创了由大型研究团队开展大科学研究的模式。曼哈顿计划期间，基于回旋加速器，劳伦斯又发明了电磁型同位素分离器（Calutron），该仪器被广泛利用于第二次世界大战期间的铀浓缩。

## 早年生平
欧内斯特·奥兰多·劳伦斯1901年8月8日出生于美国南达科他州的坎顿市。1922年，劳伦斯本科毕业于南達科他州州立大學，1923年获得明尼蘇達大學物理学硕士学位，后旋赴芝加哥大學研究一年，最後於24歲時獲耶魯大學物理學博士学位。

## 科研生涯
1928年，被加利福尼亚大学伯克利分校聘为物理学副教授, 两年后成为正教授, 是该大学当时最年轻的正教授。1931年，劳伦斯在伯克利创立了“加州大学放射实验室（Radiation Laboratory of the University of California）”，该实验室后更名为劳伦斯伯克利国家实验室。
劳伦斯于1930年代初发明了回旋加速器，基于此，伯克利的化学家以及勞倫斯伯克利國家實驗室的研究人员共發現了16種化學元素、位居世界第一，其中第97号元素“鉳（Berkelium）”即是以伯克利來命名。著名华裔女物理学家吴健雄也是欧内斯特·劳伦斯在伯克利的博士研究生。
曼哈顿计划期间，基于回旋加速器，劳伦斯还发明了电磁型同位素分离器（Calutron），被广泛利用于第二次世界大战期间的铀浓缩，主要地点在田纳西州的橡树岭（橡树岭国家实验室）。

## 奖项荣誉
欧内斯特·劳伦斯因发明回旋加速器而获得1939年诺贝尔物理学奖。
劳伦斯伯克利国家实验室、劳伦斯利弗莫尔国家实验室以及103号化学元素铹之名稱由來便是源自於欧内斯特·劳伦斯的貢獻並紀念他。